# Arturo D'Onofrio
Arturo D'Onofrio (Visciano, 8 agosto 1914 – Visciano, 3 novembre 2006) è stato un presbitero italiano, fondatore di due istituti di vita consacrata: i "Missionari della Divina Redenzione" e le "Piccole Apostole della Redenzione".

## Biografia
Arturo Michele D'Onofrio nasce a Visciano (Na) l'8 agosto del 1914, quinto di sei figli, da Luigi e Chiara Fusco.
Nel 1921 iniziò la scuola elementare a Visciano. Già da piccolo manifesta una particolare devozione per la Vergine Consolatrice del Carpinello.
Nel 1922 II piccolo Arturo di appena otto anni di età, confida alla madre di voler diventare sacerdote missionario. Ella, però, gli oppone un netto rifiuto.
Nel 1926 Dopo una perseverante e lunga insistenza riesce a convincere la madre di lasciarlo entrare nel seminario vescovile di Nola, come convittore.
Nel 1932 Spinto dal desiderio di annunciare a tutte le genti il mistero della salvezza, lascia il seminario di Nola ed entra nel PIME (Pontificio Istituto Missione Estere) che lascia per motivi di salute, e viene subito accolto da monsignor Melchiori, già vescovo di Nola, nella diocesi dì Tortona, dove compirà gli studi teologici. In questo periodo conobbe san Luigi Orione ed ebbe come confessore san Giovanni Calabria. Da essi colse l'ispirazione per la fondazione della sua Opera.
Padre D'Onofrio ottenne da monsignor Melchiori di poter iniziare l'opera apostolica nel suo paese natale, che raggiunse con l'obiettivo di restarvi per pochi mesi prima di ritornare a Tortona; per problemi legati alla guerra non poté però far ritorno a Tortona.
Il bombardamento dei binari e il fermarsi del treno verso Tortona sarebbero stati definiti come "un segno divino".
Nel Natale del 1943 cominciò ad accogliere in casa dei suoi genitori i bambini più bisognosi, garantendo loro vitto e alloggio. Il suo intento era di aiutare i bambini e i giovani. Spesso ricordava ai più anziani: "la Gioventù è il futuro della nostra terra, se invece di aiutare loro pensiamo a noi stessi, cosa possiamo aspettarci dal futuro?"
Fondò così le Piccole Apostole della Redenzione insieme a madre Anna Vitiello, la "Piccola Opera della Redenzione", ispirandosi alle opere a favore dei giovani già volute da don Bosco, don Orione e don Calabria; poi fondò la congregazione dei Missionari della Divina Redenzione. L'idea di don Arturo era che le congregazioni fossero impegnate nell'"annuncio della divina redenzione", nella promozione umana e nella formazione dei giovani, anche tramite i mezzi di comunicazione, che considerava strumento utile all'opera missionaria; diede vita alla tipografia "Anselmi" (nel 1952 come primo centro professionale per i giovani e chiusa poi nel 2008), la casa editrice LER (Libreria Editrice Redenzione) www.lereditrice.it per la diffusione della buona stampa, la libreria LER con sede in Nola (NA)http://www.lereditrice.it/it/catalogue/category/vendita-online, e la stazione radio Radio Carpine.
Si prodigò per l'istituzione di centri di formazione professionale e di istituti tecnici, dapprima nel napoletano, poi in altre città italiane, e da ultimo anche nell'America Latina e in India, dove si recava spesso, nonostante la sua salute malferma.
Morì il 3 novembre 2006. Il suo funerale ha visto la partecipazione di circa 4000 persone giunte da tutta Italia.
Una struttura a Visciano, suo paese natale, porta il suo nome ed è il centro Padre Arturo D'Onofrio, dove ogni giorno i giovani si recano.
Una sua frase celebre è "Darei tutti i tesori del mondo per il sorriso di un bambino".
È in corso il processo per la Beatificazione.

## Cronologia
- 1914, 8 agosto: Nasce P. Arturo a Visciano (NA), quinto di sei figli, da Luigi e Chiara Fusco. Una particolare sensibilità religiosa caratterizza la sua infanzia.

- 1921: Inizia la Scuola Elementare a Visciano. Già da piccolo manifesta una particolare devozione per la Santa Eucaristia e per la Vergine Consolatrice del Carpinello.

- 1922: Il piccolo Arturo di appena otto anni di età, confida alla madre di voler diventare sacerdote missionario. Ella, però, gli oppone un netto rifiuto.

- 1926: Dopo una perseverante e lunga insistenza riesce a convincere la madre di lasciarlo entrare nel Seminario Vescovile di Nola, come convittore.

- 1932: Spinto dal desiderio di annunciare a tutte le genti il mistero della Salvezza, lascia il Seminario di Nola ed entra nel PIME (Pontificio Istituto Missione Estere)

- 1937: Lascia il PIME per motivi di salute, e viene subito accolto da Mons. Melchiori, già Vescovo di Nola, nella diocesi di Tortona, dove completa i suoi studi teologici. In questo periodo conobbe San Luigi Orione ed ebbe come confessore San Giovanni Calabria. Da Essi trasse ispirazione per la fondazione della sua Opera.

- 1938, 12 marzo: Fu ordinato sacerdote nel Seminario Vescovile di Stazzano (AL), da sua eccellenza Mons. Egisto Melchiori. Celebra la prima messa nel Duomo di Tortona attorniato da 300 ragazzi dell'Oratorio "San Luigi Gonzaga", fondato da Don Orione e diretto da Don Arturo.

- 1943, agosto: Dopo aver confidato al suo Vescovo di voler fondare un'Opera per i ragazzi poveri e abbandonati del Meridione ottiene il permesso di recarsi nel paese natale per qualche mese. Gli eventi della seconda guerra mondiale, però, gli impediscono di ritornare a Tortona.

- 1943: La Vigilia di Natale, nella sua casa paterna, i giovani dell'A. C. l'attendevano per gli auguri. Lui si presentò con un bambino di Casamarciano (Vincenzo Nappi) dicendo: "Ecco il mio primo uccellino che allieterà con il suo cinguettio la mia casa..." Ebbe cosi inizio la Piccola Opera della Redenzione.

- 1944: I bambini accolti, sempre più numerosi, hanno bisogno di altri spazi, Padre Arturo pensa di utilizzare l'ex-Casa del Fascio che ottiene in comodato d'uso e che più tardi acquisterà, li sorge il primo orfanotrofio dell'Opera.

- 1945, aprile: Il Giovane Sacerdote Arturo conobbe la Sig.ra Anna Vitiello nella parrocchia di San Francesco di Paola in Torre Annunziata, lei dopo la morte del marito decide di consacrare la sua vita al servizio dei bambini più poveri.

- 1946: Dopo aver tenuto gli esercizi spirituali, Padre Arturo pensò di fondare un secondo orfanotrofio, che sorse nella chiesa di "San Francesco di Paola" in Torre Annunziata, diretto dal parroco della città aiutato dalla Sig.ra Anna, da suo marito, a da altre brave persone della parrocchia.

- 1947: Padre Arturo ha un'idea brillante, Pubblica la prima edizione della rivista "Redenzione " per diffondere le notizie dell'Opera tra gli amici e benefattori. Questa rivista che tutt'oggi continua a pubblicarsi sì e trasformata nel documento storico più importante dell'Opera.

- 1948, 11 febbraio: L'allora Vescovo di Nola Mons. Michele Camerlengo, dona a Padre Arturo l'orfanotrofio "San Paolino" a Nola. Qui Padre Arturo insieme alla Sig.ra Anna Vitiello fonda una Congregazione Religiosa per la cura dei bambini bisognosi, le Piccole Apostole della Redenzione.

- 1948, 11 marzo: Per la costruzione del primo Villaggio del Fanciullo sul terreno donato dal vescovo di Nola Mons. Camerlengo a Visciano. Padre Arturo organizza un "pellegrinaggio delle pietre". Migliaia di persone portavano a piedi da Schiava le pietre necessarie alla costruzione.

- ‘50-‘90: Ogni volta che Padre Arturo costruiva una nuova opera a Visciano il miracolo delle "pietre che camminano" si rinnovava (14 volte). Così per il Tempietto, per il Santuario, per le varie ricostruzioni dopo il terremoto del 1980 e perfino nel 1990 per la costruzione della Casa degli Anziani "Villa del Carpine".

- 1952: Padre Arturo ha un'altra ispirazione. Il suo zelo apostolico, per annunciare a tutte le genti il mistero della Divina Redenzione, lo spinge a fondare, presso L'Istituto "Anselmi" di Marigliano, l'Editrice "LER" (Libreria Editrice Redenzione) per la diffusione della Buona Stampa.

- 1954: Padre Arturo, in occasione del primo decennio dell'opera, dà origine al primo seminario 'Vocazionario" per la formazione dei ragazzi che volevano diventare sacerdoti e consacrare la propria vita per l'educazione dei bambini. Nasce così la Congregazione religiosa dei Missionari della Divina Redenzione.

- Dal ‘54 in poi: Le Opere in Italia, guidate da Missionari e dalle Suore, si moltiplicano accogliendo centinaia di bambini e giovani bisognosi: a Domicella (AV), a Marigliano (NA), a Napoli, a Torremaggiore (FG), ad Ischia, a Frattocchie (RM), a Crosara di Marostica (VI), a Padova, a Prata P. U. (AV), a Melito (NA)...

- 1970: P. Arturo insieme al vescovo Mons. Sperandeo, accompagna P. Nicola Ariano in Colombia, per dare inizio alla avventura missionaria oltre oceano. Dopo qualche anno di assestamento a Bogotá, nel 1973 viene inaugurato a Medellin l’“Hogar del Niño" per accogliere i "gamines" bambini che vagavano per le strade della città.

- 1971: Anche le Piccole Apostole arrivano in Colombia. Presto le case di accoglienza guidate dalle due Congregazioni si moltiplicano in questo paese. (Medellin, Bogotá, Buenaventura, Cucuta, Neiva, Puerto, Inirida...).

- 1971: Per l'ardente devozione di Padre Arturo verso la Madonna Consolatrice del Carpinello, venerata a Visciano, viene inaugurato un nuovo Santuario, con uno svelto campanile. Viene elevato da Sua Santità Giovanni Paolo II a Basilica Pontificia.

- 1976: Padre Arturo inaugura una delle prime radio trasmittenti cattoliche della zona: "Radio Carpine Visciano", che trasmettendo dal Santuario di nostra Signora Consolatrice del Carpinello si trasforma nella "Voce della Piccola Opera della Redenzione".

- 1978, 7 luglio: La Congregazione Religiosa delle Piccole Apostole della Redenzione, riceve il riconoscimento di Diritto Pontificio da Sua Santità Paolo VI.

- Dall'80 in poi: La Piccola Opera si espande in altri paesi dell'America Latina, (Guatemala, El Salvador e Messico). Dove vengono aperti altri Istituti per l'accoglienza dei bambini, dei giovani, degli anziani, dei diversamente abili più poveri e bisognosi.

- 1989: Padre Arturo parte per l'India accompagnato da Madre Anna e dal primo gruppo di Piccole Apostole per la fondazione di una nuova opera. Presto le Case di accoglienza in questa terra di missione si moltiplicano.

- 1992, 19 marzo: La Congregazione Religiosa dei Missionari della Divina Redenzione, riceve il riconoscimento di Diritto Pontificio da Sua Santità Giovanni Paolo II.

- 2000, 23 luglio: Mentre si festeggiava la Vergine Consolatrice a Visciano, Madre Anna Vitiello co-fondatrice delle Piccole Apostole della Redenzione, raggiunge la casa del Padre.

- 2006, 12 marzo: Padre Arturo D'Onofrio celebra nel Santuario di Maria Consolatrice a Visciano i 68 anni di consacrazione sacerdotale attorniato dai suoi missionari, dalle suore e da numerosi amici e benefattori dell'Opera

- 2006, 3 novembre: Padre Arturo, dopo una lunga malattia, appena compiuti i 92 anni di età, muore a Visciano nella Casa Generalizia dei Missionari della Divina Redenzione.

## Devozione mariana
A Visciano si venera la Madonna del Carpinello, che trae nome da una icona della Madonna ritrovata ai piedi di una pianta di carpine. Nel luogo dove fu trovato il quadro fu poi edificato il "Santuario Basilica Maria Santissima Consolatrice del Carpinello". Don Arturo era particolarmente devoto alla Madonna e le congregazioni da lui fondate venerano Maria sotto l'invocazione di "Nostra Signora Consolatrice del Carpinello". La casa generalizia dei "Missionari della Divina Redenzione" sorse accanto al santuario.

## Congregazioni
Negli anni novanta le due congregazioni contavano circa 300 sacerdoti e religiose e oltre 30 orfanotrofi e istituti per bambini in difficoltà. Al giorno d'oggi, la Piccola Opera della Redenzione conta 37 istituti in cinque paesi:
- in Italia: Visciano (NA), Domicella (AV), Marigliano (NA), Torre Annunziata (NA), Crosara (VI), Frattocchie-Roma, Napoli, Padova, Prata P.U. (AV), Nola, Torremaggiore (FG), Casamicciola (NA);
- in Colombia: Medellín, Bogotà, Neiva, Puerto Inirida, Buenaventura, Cucuta;
- in Guatemala: Città del Guatemala, Cuilapa, Sumpango;
- in Messico: Huexoculco, Apizaco, Chalco;
- in India: Palai – Kerala, Mannackanad – Kerala, Ashok Nagar - Anthra Pradesh, Nirmalagiri Anthra Pradesh.
- in Perù
- in Costa Rica

Attualmente il superiore generale dei Missionari della Divina Redenzione è Padre Heliberto Morales Rios e la superiora generale delle Piccole Apostole della Redenzione è Madre Elisabetta Angelillo.